# Pachytrachis striolatus
Pachytrachis striolatus är en insektsart som först beskrevs av Franz Xaver Fieber 1853.  Pachytrachis striolatus ingår i släktet Pachytrachis och familjen vårtbitare. Inga underarter finns listade i Catalogue of Life.